# The Cured
Pour plus de détails, voir Fiche technique et Distribution.
The Cured, ou La Troisième Vague (The Cured, littéralement « Le guéri ») au Québec, est un film d'horreur américano-franco,-britannico-irlandais écrit et réalisé par David Freyne, sorti en 2017.

## Synopsis
Des années après que l'Europe ait été ravagée par un virus mortel, nommé Maze, qui a transformé les humains en morts-vivants, un vaccin est enfin trouvé. L'antidote est un succès : les cannibales redeviennent des êtres humains normaux mais les effets secondaires sont intenses car ils se souviennent parfaitement de tous les actes qu'ils ont commis lorsqu'ils étaient infectés. La réintégration des anciens zombies dans la société est mal perçue par les autres humains survivants qui, inquiets de leur retour parmi eux, décident de les isoler dans un ghetto. Une jeune veuve, Abbie (Elliot Page), recueille chez elle son ancien beau-frère, Senan (Sam Keeley). Ce dernier, guéri de ses envies cannibales, est traumatisé par ses actes sauvages. Mais la situation dégénère lorsqu'un mouvement terroriste émerge de ces anciens morts-vivants et que le gouvernement décide de les éliminer une fois pour toutes.

## Fiche technique
Sauf indication contraire, les informations mentionnées dans cette section peuvent être confirmées par la base de données cinématographiques IMDb,  présente dans la section « Liens externes ».
- Titre original et français : The Cured
- Titre québécois : La Troisième Vague
- Réalisation et scénario : David Freyne
- Musique : Rory Friers et Niall Kennedy
- Direction artistique : Francis Taaffe
- Décors : Conor Dennison
- Costumes : Tiziana Corvisieri
- Photographie : Piers McGrail
- Montage : Chris Gill
- Production : Rory Dungan, Rachel O'Kane et Elliot Page

Production déléguée : Conor Barry, Aidan Elliott, Aaron Farrell et John Keville
Coproduction : David Grumbach
- Sociétés de production :  Tilted Pictures ; Bac Films et Savage Productions (coproductions)
- Sociétés de distribution : IFC Films (États-Unis) ; Bac Films (France)
- Pays d'origine :  France[1] /  Royaume-Uni[1] /  Irlande[1] /  États-Unis[1]
- Langue originale : anglais
- Format : couleur
- Genres : drame, horreur, science-fiction
- Durée : 95 minutes
- Dates de sortie :
  - Canada : 9 septembre 2017 (Festival international du film de Toronto)
  - Irlande : 20 avril 2018
  - Royaume-Uni : 11 mai 2018
  - France : 26 juin 2018 (DVD)

## Distribution
- Elliot Page : Abbie (crédité Ellen Page)
- Sam Keeley : Senan Brown
- Tom Vaughan-Lawlor : Conor
- Stuart Graham : Cantor
- Paula Malcomson : Dr Lyons
- Natalia Kostrzewa : Allison
- Hilda Fay : Jo Landecker
- Sarah Kinlen : Catherine

## Production
Le tournage a lieu au stade Croke Park à Dublin, en novembre 2016, ainsi que les villes Dublin et Wicklow, en décembre.

## Accueil
Le film est sélectionné et présenté dans la catégorie « Special Presentations » au festival international du film de Toronto, septembre 2017